# Josef Jacobs
Pour les articles homonymes, voir Jacobs.
 (décembre 2010).
Si vous disposez d'ouvrages ou d'articles de référence ou si vous connaissez des sites web de qualité traitant du thème abordé ici, merci de compléter l'article en donnant les références utiles à sa vérifiabilité et en les liant à la section « Notes et références ».
Josef Carl Peter Jacobs surnommé Le Diable noir (né le 15 mai 1894 à Kreuzkapelle en province de Rhénanie - mort le 29 juillet 1978 à Munich en Bavière) était un aviateur allemand, qui fut l'un des as de l'aviation de l'armée allemande au cours de la Première Guerre mondiale.

## La Première Guerre mondiale
Titulaire d’un brevet de pilote dès 1912, Josef Jacobs vole notamment sur Dornier, un monoplan très primitif. La guerre venue, Jacobs se porte volontaire pour rejoindre la force aérienne allemande. Il est affecté à une unité de front, le Feldfliegerabteilung 9 et participe à des missions de reconnaissance et de bombardement à bord d’Aviatik, LVG et Rumpler: 

« Je transportais parfois des bombes de 10 kilos que je devais lancer depuis le cockpit avec les mains.  Au début de la guerre, je n’avais comme armement de bord, qu’un simple pistolet ! »

En décembre 1915, il est envoyé au FEA 11 à Laon pour apprendre à piloter le Fokker Eindecker et les secrets de l'acrobatie aérienne : loopings, piqué, vrille (aviation)... C’est aux commandes d’une telle machine qu’il obtient son premier succès (un ballon d’observation) le 22 mars 1916. 

« C’était extrêmement dangereux de voler contre les ballons. Quand il faisait froid, l’enveloppe ne s’enflammait pas. Nous devions alors viser le sommet pour que le gaz s’échappe et ensuite effectuer une seconde passe pour les allumer ! »

À plusieurs reprises, il affronte des appareils français mais sans résultats : 

« Dans les airs, nous cherchions l’altitude, la vitesse et surtout à avoir le soleil dans le dos. Le matin, le soleil était toujours derrière nous lorsque nous venions de l’est, ce qui était un avantage. Notre tactique consistait à attendre les avions français qui volaient d’une manière isolée et à les engager en fondant sur eux. L’as Français Georges Guynemer était un de ces « loups solitaires » qui aimait lutter seul. Il était très rapide et a surpris bon nombre de nos pilotes. »

### Comme instructeur
Lors de l'hiver 1916-1917, alors que les avions sont cloués au sol, il sert comme instructeur à la Jastaschule I : 

« Le manque d’expérience fut souvent fatale à nos jeunes pilotes. Bon nombre d’entre eux furent abattus car ils ne connaissaient pas les règles de la chasse. La qualité principale d’un pilote de chasse était son coup d’œil, non seulement pour apercevoir l’ennemi mais aussi pour juger la situation, correctement et rapidement. Une bonne maîtrise de l’appareil était aussi un facteur important. Lors d’un duel aérien, vous deviez rester calme et faire preuve d’une science consommée du pilotage. Nous avons souvent dû combattre un adversaire dix fois supérieur dans les airs à la fin de la guerre. En cas d’attaque, l’une des manœuvres qui a probablement sauvé ma vie à plusieurs reprises consistait à virer en glissade en utilisant seulement l’aileron. Les acrobaties n’étaient pas idéales pendant les combats. Le looping n’offrait aucun avantage pas plus que le tonneau, qui réduisait la vitesse.
Notre meilleur chasseur fut Werner Voss, c’était un fabuleux pilote qui volait souvent en solitaire. Boelcke était notre mentor à tous, quant à Richthofen il est devenu l’as le plus prolifique de la guerre. Du côté allié les noms du Belge Coppens, des Français Guynemer, Nungesser et Navarre ainsi que des Anglais Ball et McCudden étaient les plus connus. Parmi nos alliés autrichiens, je citerai l’Hauptmann Godwin Brumowski et surtout Gottfried Banfield qui reste l’un des plus remarquables aviateurs de la Grande Guerre. Il a volé pour la marine austro-hongroise alors qu’une de ses jambes avaient été sérieusement affaiblie lors d’un crash, avant le conflit. »

### Récompense
Le Leutnant der Reserve Jacobs passe ensuite à la Jasta 22 où il utilise un Albatros D.II 1072/16 orné du surnom « Köbes » sur le fuselage. Il ne remporte que peu de victoires mais il acquiert une expérience précieuse. Le 2 août 1917, après sa 5e victoire, il obtient le commandement du Jasta 7 sur le front des Flandres, fonction qu'il occupera jusqu'à la fin de la guerre. Il se voit décerner quelques jours plus tard la Croix de Chevalier de la Maison des Hohenzollern ; et porte son score personnel à douze victoires, aux commandes de chasseurs Albatros D.V et Pfalz D.III. Au début de 1918, il reçoit le Fokker Dr.I 450/17 qu'il fait peindre en noir avec son célèbre diable ailé crachant le feu marqué sur le fuselage. Avec cette machine rien ne résiste à celui que les Anglais appellent le « Diable Noir ». Il remporte sa première victoire sur triplan le 11 avril (un R.E.8 à l’ouest d’Ostende) et va s’imposer par la suite comme le plus grand as sur Fokker DrI de la guerre. 

« Les DrI  étaient très fiables et très performants dans les combats tournoyants. Nous pouvions grimper et virer plus vite que tous nos adversaires. La hauteur et la vitesse étaient bien entendu très importants lors d’un duel aérien. »

Il faut cependant le piloter longuement pour s’habituer au triplan car cet appareil était très instable au moment du tir. Après être sorti indemne de deux collisions en plein vol, Josef Jacobs reçoit l’ordre Pour le Merite le 18 juillet 1918 alors qu’il compte officiellement 23 victoires. Ses aventures auraient également pu s’achever le même jour : 

« La Jasta 7 opérait pour le compte de la IVe armée et était casernée près de la frontière belgo-allemande, pas très loin de Lille. Le baraquement des pilotes était situé à environ un kilomètre de l’aérodrome et le transfert se faisait en voiture. Un rapport téléphonique signala la présence d’avions ennemis au-dessus de nos lignes, et nous avons immédiatement sauté dans nos Albatros D.V. Les appareils anglais se dirigeaient vers Bruxelles et nous avons reçu l’ordre de les intercepter avant qu’ils n’atteignent leur objectif. Le temps était dégagé, et une fois le contact établi, j’engageais avec succès le leader.
Ensuite je me tournais vers un autre Anglais, mais des balles – amies ou ennemies- touchèrent ma machine. Le moteur rendit l’âme et le vent qui soufflait violemment, m’entraîna vers les lignes de l’opposant, à l’ouest. Je ne pouvais plus contrôler l’appareil et me préparais à un atterrissage d’urgence. Je luttais en vain contre les éléments pour pouvoir me poser en terrain allemand. Par chance je devais tomber dans un no man’s land situé juste entre les deux camps. L’Albatros capota au moment de toucher le sol, mais je suis parvenu à sortir indemne du crash et à rejoindre mes lignes à la tombée de la nuit. »

Josef rentre de permission le 24 août, mais il doit patienter jusqu’au 13 septembre pour abattre sa 25e victime, un R.E.8 à Kemmel. À partir de cette date, les victoires s’enchaînent : en cinq semaines, il abat 19 machines anglaises et quatre ballons, portant son score à 48 victoires. Le 3 octobre au matin il est réveillé par les bruits de moteurs d’un Squadron de chasseurs anglais venu attaquer son aérodrome à Menin. L’as enfile sa combinaison au-dessus de son pyjama et décolle aussitôt. À peine en l’air, il se place dans la queue d’un Sopwith Camel et ouvre le feu : coup au but ! Mais les balles de ses propres mitrailleuses ont également endommagé l’hélice de son Dr.I 470/17. Devenu incontrôlable, l’avion capote : 

« Éjecté, j’ai eu la chance d’atterrir sur un tas de fumier, qui a amorti le choc. Mon cher triplan noir qui avait été une partie de moi-même lors de tant de combats n’était plus ! »

Il semble que Jacobs ait continué à voler sur le Dr.I 450/17 orné de sa tête de diable rouge et blanche jusqu’en octobre. Les moteurs Oberursel s’usant à la fin de la guerre, ses avions vont être équipés de moteurs Clerget rotatifs de 130 ch et d’hélices anglaises pris à l’ennemi. Lorsque l'Armistice est signée, le sous-lieutenant Josef Jacobs a 48 victoires.
En 1919, il se bat dans la Baltique au sein du Kampfgeschwader Sachsenberg contre les bolcheviks et en 1921, il se rend en Turquie, à l'invitation du pouvoir local, pour instruire les jeunes pilotes. Au début des années 1930, Jacobs délaisse définitivement l'uniforme pour fonder sa propre société d'aviation. Ce passionné de sport, participe aussi à des courses de voitures et de bateaux.

Jacobs se réfugie aux Pays-Bas après avoir refusé de céder les majorités des parts de son entreprise aéronautique à Hermann Goering, au moment où l’Allemagne est sous le joug des nazis. L’aviateur accepte pendant la Seconde Guerre mondiale de servir dans la nouvelle Luftwaffe mais à l’instar d’autres vétérans de 14-18, il reste farouchement opposé aux doctrines du NSDAP : 

« Je ne partageais pas les idées de Göring. Un jour il nous a affirmé que quand les Américains entreraient en guerre, nous n’aurions aucun mal à les abattre. Je lui répondis que nous avions déjà affronté plusieurs  pilotes Américains, engagés comme volontaires dans la RAF, et que ceux-ci étaient tout sauf des manchots. L’un de mes officiers pilotes avait soutenu mon point de vue. Göring refusa pourtant l’évidence ! »

Après la Seconde Guerre mondiale, Josef Jacobs devient Président de la fédération nationale de bobsleigh. L’as de la Grande Guerre poussera son dernier souffle le 29 juillet 1978 en Bavière où il résidait depuis 1945. Il était le dernier pilote titulaire de l’ordre « Pour le mérite ».